# MTV Rossija
MTV Rossija (russisch MTV Россия) war der russische Ableger des Musikkanals MTV in Russland und Nachfolgestaaten der Sowjetunion. 

## Geschichte
MTV Rossija sendet in Russland seit 1998 ein Musik-Spartenprogramm vergleichbar mit MTV in anderen Staaten. Das Programm besteht jedoch aus einem sehr hohen Anteil an inländisch-russischen Produktionen (60 %), bedingt auch durch die Konkurrenz des Senders MUS-TW, der bereits vor MTV Russland den Sendebetrieb aufnahm und erfolgreich auf eine starke Gewichtung russischer Produktionen setzte. Seit 2004 vergibt MTV Rossija, angelehnt an das Konzept der MTV Europe Music Awards (EMA), den Russian Music Award.
Die dauerhafte Verfügbarkeit von Musikvideos im Internet führte im Laufe der Zeit zu einer sinkenden Einschaltquote, und ab 2007 wurde das Programm des Senders umgestellt. Reality-Shows und Serien dominieren seitdem das Programm, und die Ausstrahlung von Musikvideos und Musiksendungen wurde in den Hintergrund gerückt und ist heute auf einige Stunden am Morgen und am Abend beschränkt.
Im Dezember 2012 wurde von Prof Media, die die MTV Rossija und VH1 Rossija im Auftrag von Viacom betrieb, beschlossen, MTV Rossija zum 31. Mai 2013 einzustellen und durch den Unterhaltungskanal Pyatnica! (deutsch „Freitag“) zu ersetzen. Viacom gab jedoch im Mai 2013 an, dass der Sender im Oktober 2013 den Sendebetrieb unter eigener Regie wieder aufnehmen sollte. Am 1. Oktober 2013 startete schließlich MTV Rossija erneut.
Im März 2022 kündigte Bob Bakish, CEO von Paramount Global, an, aufgrund der russischen Invasion in der Ukraine die Aktivitäten seines Unternehmens in Russland vorübergehend einzustellen. Aufgrund vertraglicher Verpflichtungen sei aber keine sofortige Einstellung des Geschäftsbetriebs möglich, es wurde allerdings auch kein genauer Zeitpunkt genannt. Auch wurde nicht bekanntgegeben, ob der Sendebetrieb komplett eingestellt oder für die mitversorgten Länder der ehemaligen Sowjetunion weiter aufrechterhalten wird. Ein später genannter Termin zum 20. April 2022 wurde kurzfristig auf unbestimmte Zeit verschoben. Die Verbreitung des Senders wurde am 28. April 2022 in Russland und am 13. Dezember 2022 in Belarus eingestellt, das Sendesignal wurde am 15. Dezember 2022 gegen 14:49 im restlichen Sendegebiet ersatzlos eingestellt.

## Reichweite
Das russische MTV-Programm wurde in 720 Städten in Russland, Belarus, Moldawien, Kirgisistan, Kasachstan, der Ukraine und Armenien ausgestrahlt. In Russland selbst konnte es in 475 Städten empfangen werden. In Städten mit über 100.000 Einwohnern hatte MTV Russland im 3. Quartal 2006 eine wöchentliche Reichweite von 11,2 % der Gesamtbevölkerung.